# Santa Fe National Forest
Der Santa Fe National Forest ist ein 6.800,6 km² großer National Forest, welcher in New Mexico gelegen ist. Er ist als Schutzgebiet der IUCN-Kategorie VI eingestuft und wird von Santa Fe aus durch den U.S. Forest Service verwaltet.

## Geschichte
Das Schutzgebiet wurde am 1. Juli 1915 durch das Zusammenlegen des Jemez National Forest mit dem Santa Fe- und Pecos National Forest eingerichtet. Zudem wurde das Valles Caldera National Preserve geschaffen. Die damals festgelegten Rangerbezirke (Coyote Ranger District, Cuba Ranger District, Española Ranger District, Jemez Ranger District, Pecos und Las Vegas Ranger District) haben bis heute Bestand.
1916 wurde das Bandelier National Monument als eigenständiges Schutzgebiet definiert und gehört seitdem nicht mehr zum eigentlichen National Forest.
Mit dem Las Conchas Fire 2011 und dem Thompson Ridge Fire im Jahr 2013 kam es kurz hintereinander zu zwei größeren Waldbränden, die das Gebiet des National Forest betrafen.

## Nutzung
Das Schutzziel des Schutzgebietes ist primär auf die nachhaltige Nutzung des Ökosystems ausgerichtet. Somit wird der National Forest sowohl land- und forstwirtschaftlich, als auch als Erholungsgebiet genutzt. Die wirtschaftliche Nutzung erfolgt nach dem National Forest Management Act (NFMA) und wird durch den United States Forest Service geplant und umgesetzt. Das Erholungs- und Freizeitangebot umfasst unter anderem Möglichkeiten zur Jagd, zum Wandern oder Radsport.

## Schutzgebiete innerhalb des National Forest
Zum Gebiet des National Forest gehören ganz oder teilweise sechs Totalreservate, die als Wilderness Area ausgezeichnet sind:
- San Pedro Parks Wilderness
- Dome Wilderness
- Chama River Canyon Wilderness
- San Pedro Parks Wilderness
- Pecos Wilderness
- Bandelier Wilderness

Im Bereich des Gebietes liegt zudem das Bandelier National Monument, welches als National Monument einen eigenständigen Schutzstatus besitzt.

## Bilder

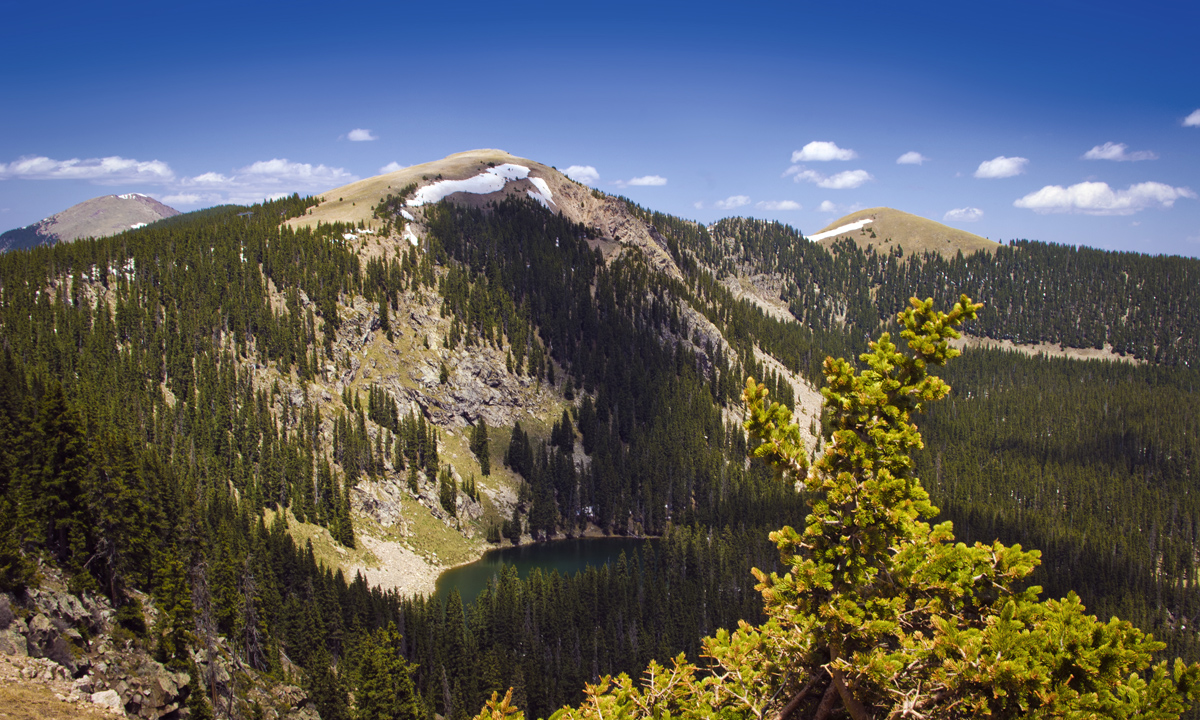
Blick auf den Santa Fe Lake
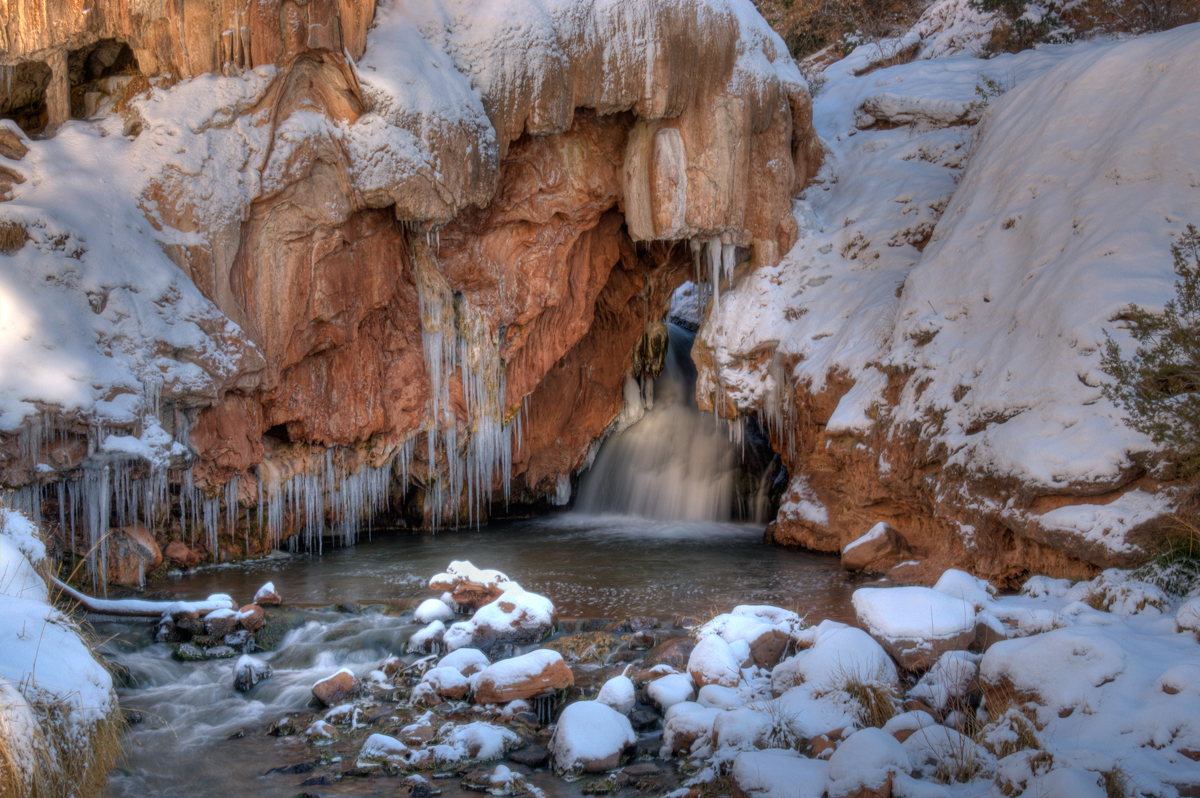
Der Soda Dam am Jemez Creek
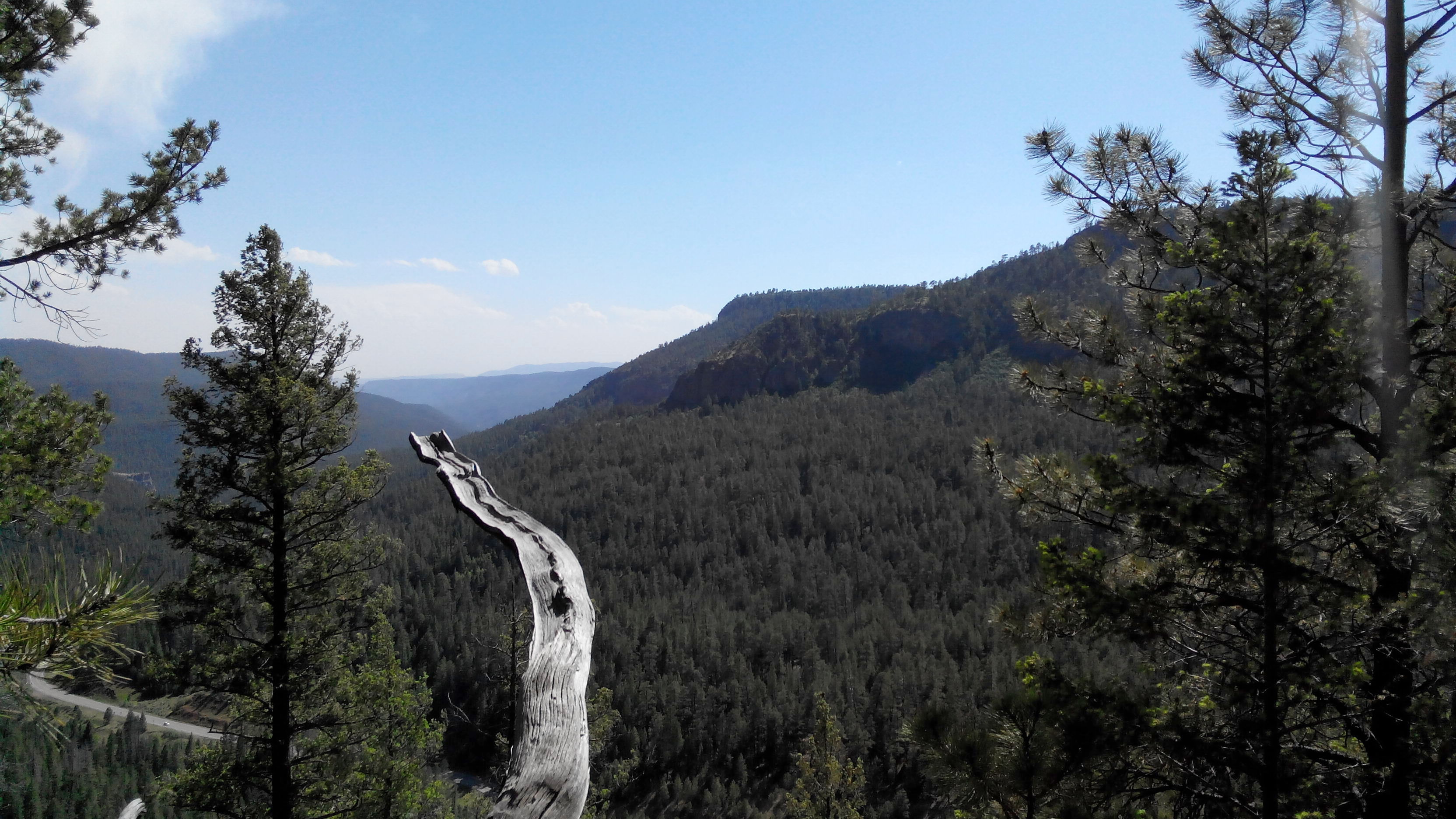
Blick vom Redondo Overlook
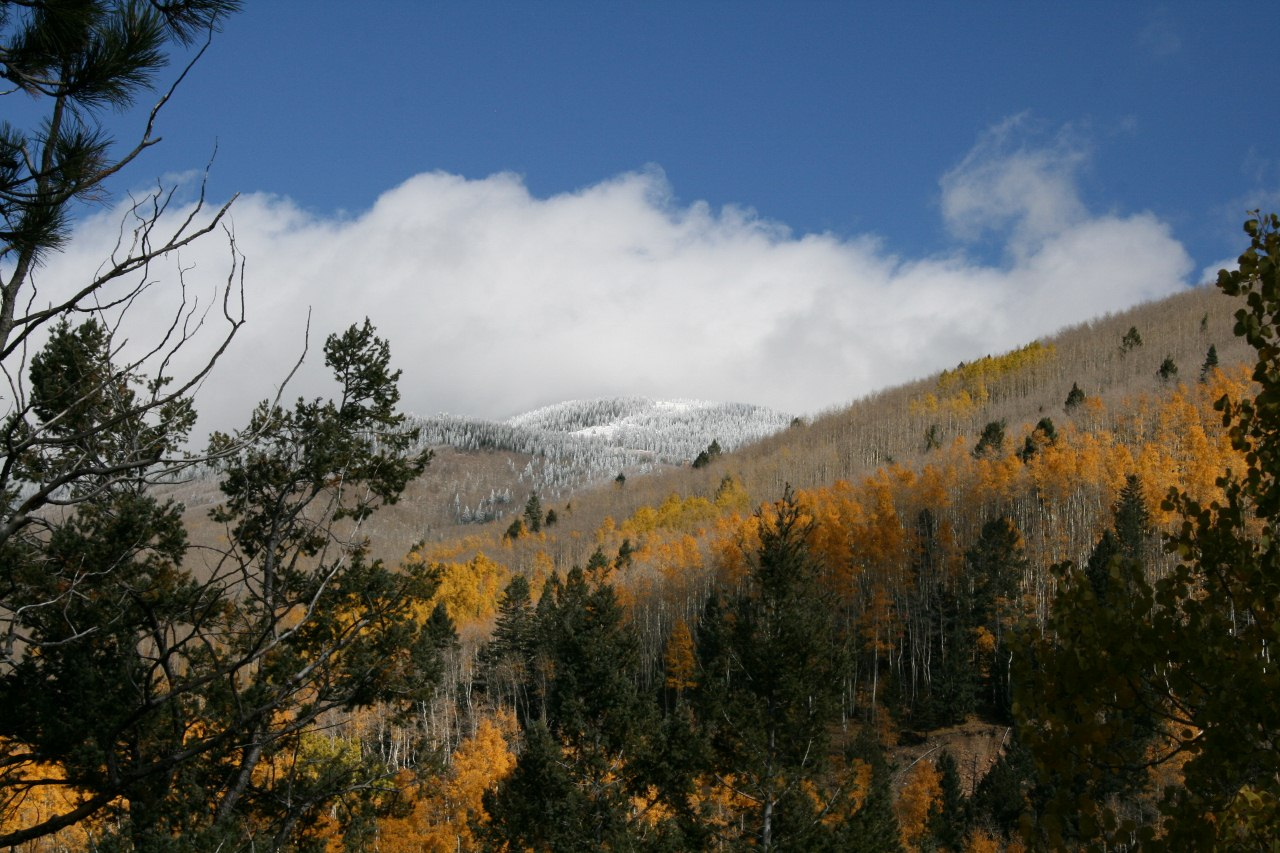
Der National Forest im Herbst
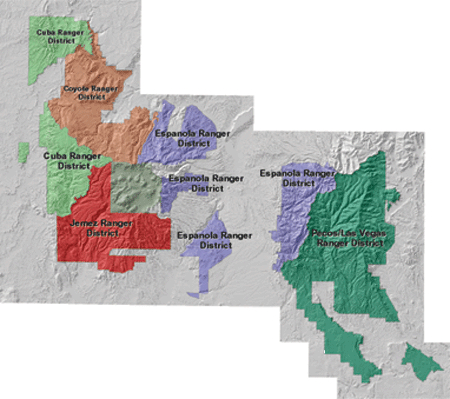
Eine Karte des Gebietes